# Дули (округ)
Ду́ли (англ. Dooly County) — округ штата Джорджия, США. Население округа на 2000 год составляло 11525 человек. Административный центр округа — город Виенна.

## История
Округ Дули основан в 1821 году.

## География
Округ занимает площадь 1017.9 км2.

## Демография
Согласно Бюро переписи населения США, в округе Дули в 2000 году проживало 11525 человек. Плотность населения составляла 11.3 человек на квадратный километр.